# Ángel Gonzales
Ángel Gonzales fue un político peruano. 
Fue elegido diputado por la provincia de Anta en 1886 durante el gobierno del presidente Andrés Avelino Cáceresy reelecto en 1889 y 1892.